# Jean Castex
Jean Castex (ur. 25 czerwca 1965 w Vic-Fezensac) – francuski urzędnik państwowy, prawnik i samorządowiec, w latach 2020–2022 premier Francji.

## Życiorys
Ukończył studia na Uniwersytecie w Tuluzie. W 1987 uzyskał magisterium z prawa publicznego, w 1986 został absolwentem Instytutu Nauk Politycznych w Paryżu, a w 1991 ukończył École nationale d’administration. Zawodowo od 1991 jako urzędnik państwowy związany z Trybunałem Obrachunkowym, dochodząc w 2012 do stanowiska radcy. Pełnił też różne funkcje w administracji departamentów Var i Vaucluse. Był wykładowcą w ENA i na Université Strasbourg III. W latach 2006–2007 kierował gabinetem ministra zdrowia i solidarności, następnie do 2008 gabinetem ministra pracy, spraw społecznych i solidarności. W 2010 prezydent Nicolas Sarkozy mianował go swoim społecznym doradcą. Następnie w latach 2011–2012 był zastępcą sekretarza generalnego administracji prezydenckiej.
Działał w Unii na rzecz Ruchu Ludowego, przekształconej następnie w partię Republikanie. W 2008 został merem miejscowości Prades, reelekcję uzyskiwał w 2014 i 2020. W latach 2010–2015 był radnym regionu Langwedocja-Roussillon. W 2015 zasiadł w radzie departamentu Pireneje Wschodnie. Na początku kwietnia 2020 premier Édouard Philippe powierzył mu funkcję koordynatora do spraw tzw. dekonfinalizacji, procesu znoszenia ograniczeń wprowadzonych w trakcie pandemii COVID-19. Prowadzona przez niego strategia uznana została za udaną.
3 lipca 2020 Édouard Philippe podał się do dymisji. Tego samego dnia prezydent Emmanuel Macron powołał Jeana Castex na nowego premiera. W związku z tą nominacją wystąpił z pozostających w opozycji Republikanów. 6 lipca ogłoszono nominację dla pozostałych członków gabinetu.
16 maja 2022, wkrótce po prezydenckiej reelekcji Emmanuela Macrona, Jean Castex podał rząd do dymisji, która została przyjęta. Tego samego dnia jego następczynią na urzędzie premiera została Élisabeth Borne. W lipcu 2022 powołany na przewodniczącego rady dyrektorów AFITF, francuskiej agencji finansującej inwestycje związane z transportem.

## Życie prywatne
Jest żonaty z Sandrą Ribelaygue, ma czwórkę dzieci.

## Odznaczenia
- Legia Honorowa II klasy (2025)[12]
- Legia Honorowa III klasy (2022)[12][13]
- Order Narodowy Zasługi I klasy (2021)[14]
- Order Narodowy Zasługi V klasy (2006)[15]
- Order Zasługi Republiki Włoskiej II klasy (2021)[16]